# Jan-Willem Gabriëls

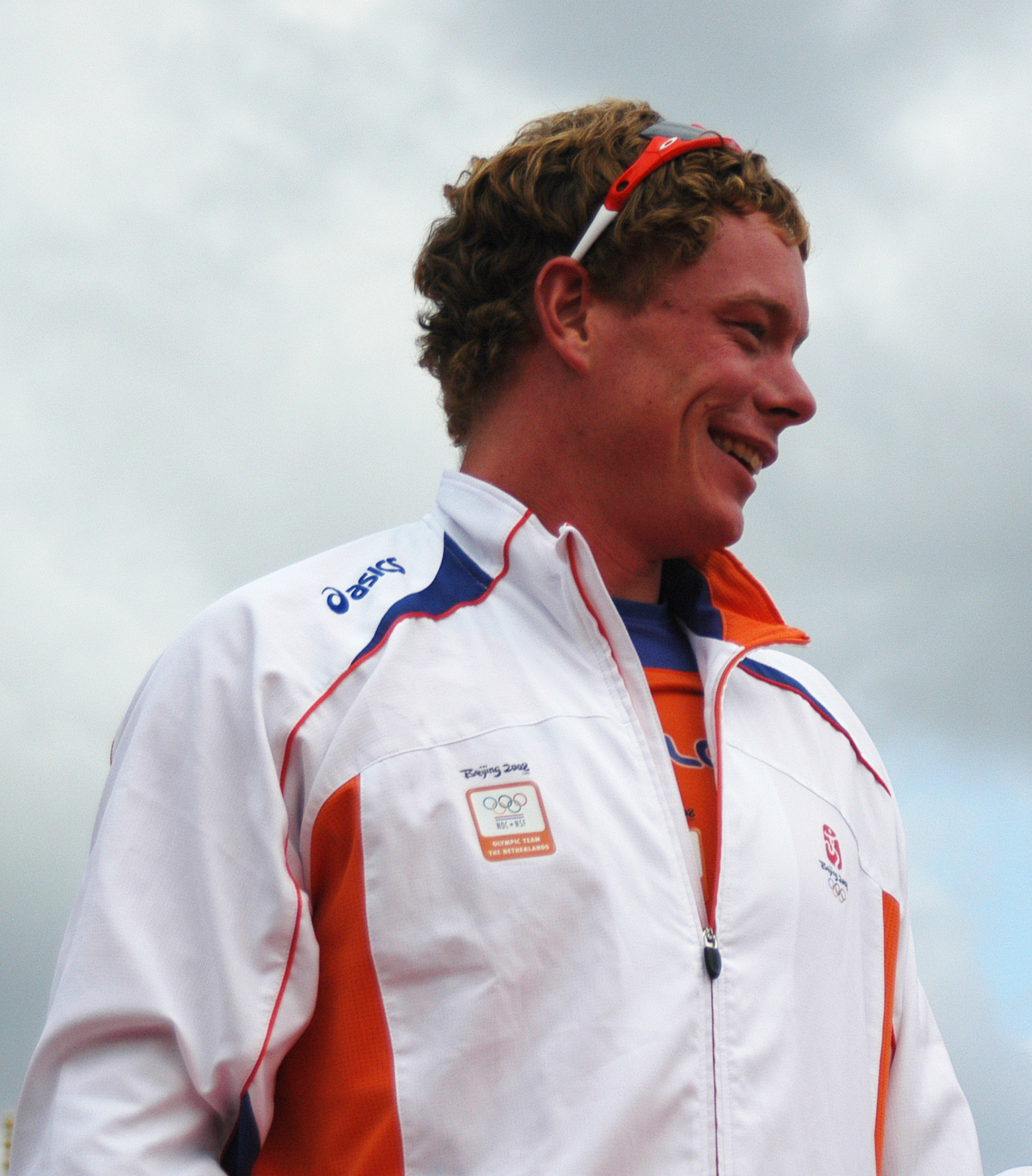
Jan-Willem Gabriëls (2008)

Jan-Willem Gabriëls (* 21. Januar 1979 in Hoorn) ist ein ehemaliger niederländischer Ruderer, der 2004 eine olympische Silbermedaille im Achter gewann.

## Sportliche Karriere
Gabriëls begann 1997 mit dem Rudersport, er ruderte für den Ruderclub Saurus in Maastricht. 2001 trat der 1,95 m große Gabriëls erstmals im Weltcup an. Zwei Jahre später bei den Weltmeisterschaften 2003 ruderte er mit dem Achter auf den 13. Rang. 2004 belegte der Achter im Weltcup einen vierten Platz in Posen und einen dritten Platz in München. Bei den Olympischen Spielen in Athen erreichten Diederik Simon, Gijs Vermeulen, Jan-Willem Gabriëls, Daniël Mensch, Geert-Jan Derksen, Gerritjan Eggenkamp, Matthijs Vellenga, Michiel Bartman und Steuermann Chun Wei Cheung mit 1,27 Sekunden Rückstand den zweiten Platz hinter dem Achter aus den Vereinigten Staaten.
2005 wechselte Gabriëls in den Vierer ohne Steuermann. Bei den Weltmeisterschaften in Gifu belegten Geert Cirkel, Jan-Willem Gabriëls, Matthijs Vellenga und Gijs Vermeulen den zweiten Platz hinter den Briten. 2006 ruderte der niederländische Vierer in der gleichen Besetzung wie im Vorjahr. Bei den Weltmeisterschaften in Eton siegten die Briten vor den Deutschen, die Niederländer erruderten mit 0,9 Sekunden Rückstand auf die Deutschen die Bronzemedaille. Ein Jahr später siegten bei den Weltmeisterschaften 2007 in München die Neuseeländer vor den Italienern, Cirkel, Vellenga, Gabriëls und Vermeulen erhielten Bronze mit 0,34 Sekunden Rückstand auf die Italiener. Der niederländische Vierer in der seit 2005 gleichen Besetzung erreichte im Weltcup 2008 einen vierten, einen zweiten und einen ersten Platz. Bei den Olympischen Spielen in Peking verfehlten sie das A-Finale und belegten am Ende den achten Platz.